# Dundy megye
Dundy megye az Amerikai Egyesült Államokban, azon belül Nebraska államban található. Megyeszékhelye és legnagyobb városa Benkelman. Lakosainak száma 1654 fő (2020. április 1.). Dundy megye Chase, Cheyenne, Yuma, Hayes, Hitchcock és Rawlins megyékkel határos.

## Népesség
A megye népességének változása:
| Lakosok száma | 2008 | 1978 | 2004 | 1981 | 1799 | 1654 |
|               | 2010 | 2011 | 2012 | 2013 | 2015 | 2020 |